# Kunsthalle de Brême
 (décembre 2012).
Si vous disposez d'ouvrages ou d'articles de référence ou si vous connaissez des sites web de qualité traitant du thème abordé ici, merci de compléter l'article en donnant les références utiles à sa vérifiabilité et en les liant à la section « Notes et références ».
La Kunsthalle de Brême est une galerie artistique située à Brême, en Allemagne.

## Histoire

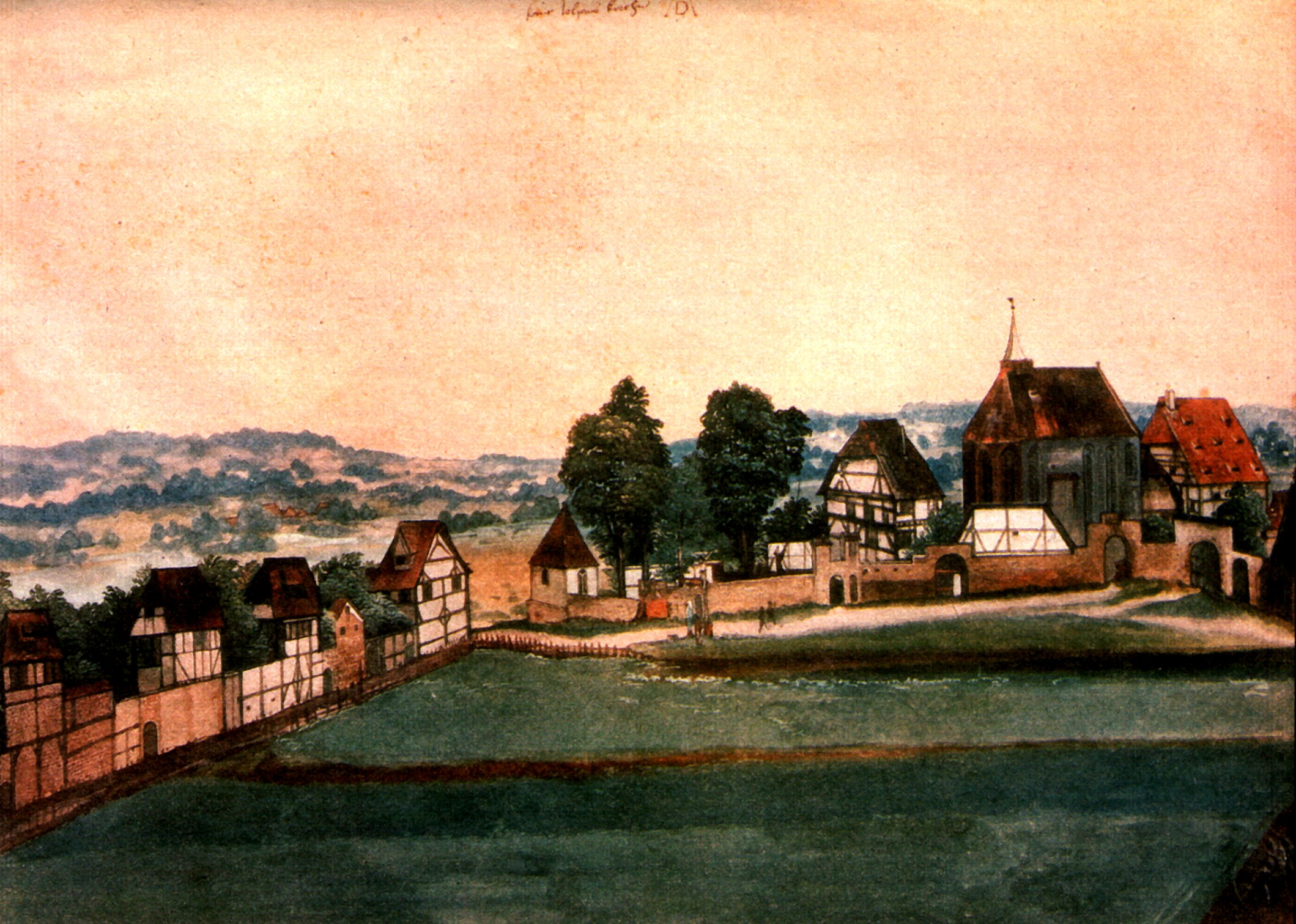
Le Cimetière et l'Église Saint-Jean à Nuremberg; Albrecht Dürer, Autrefois à Brême, Kunsthalle.

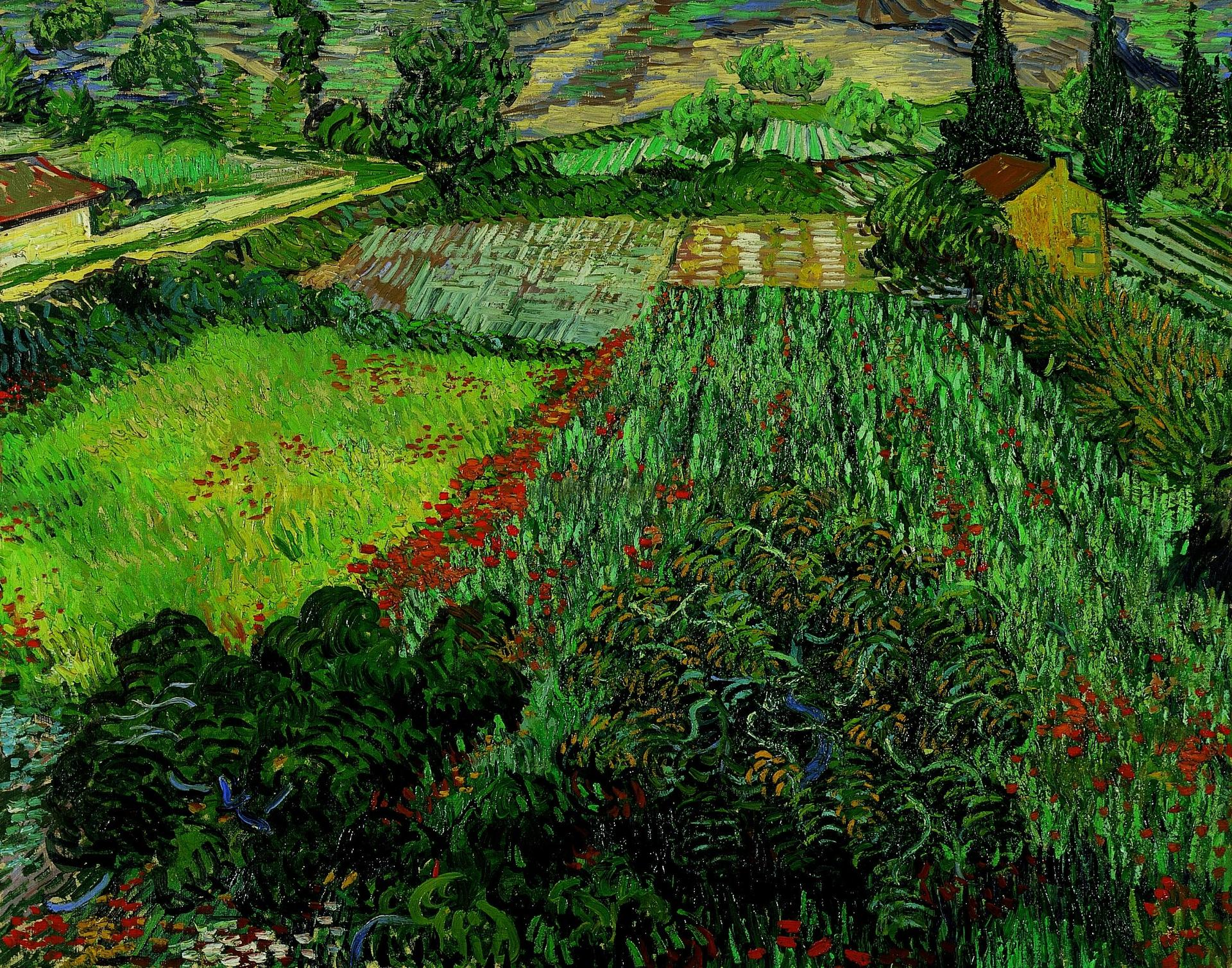
Le champ de coquelicots par van Gogh

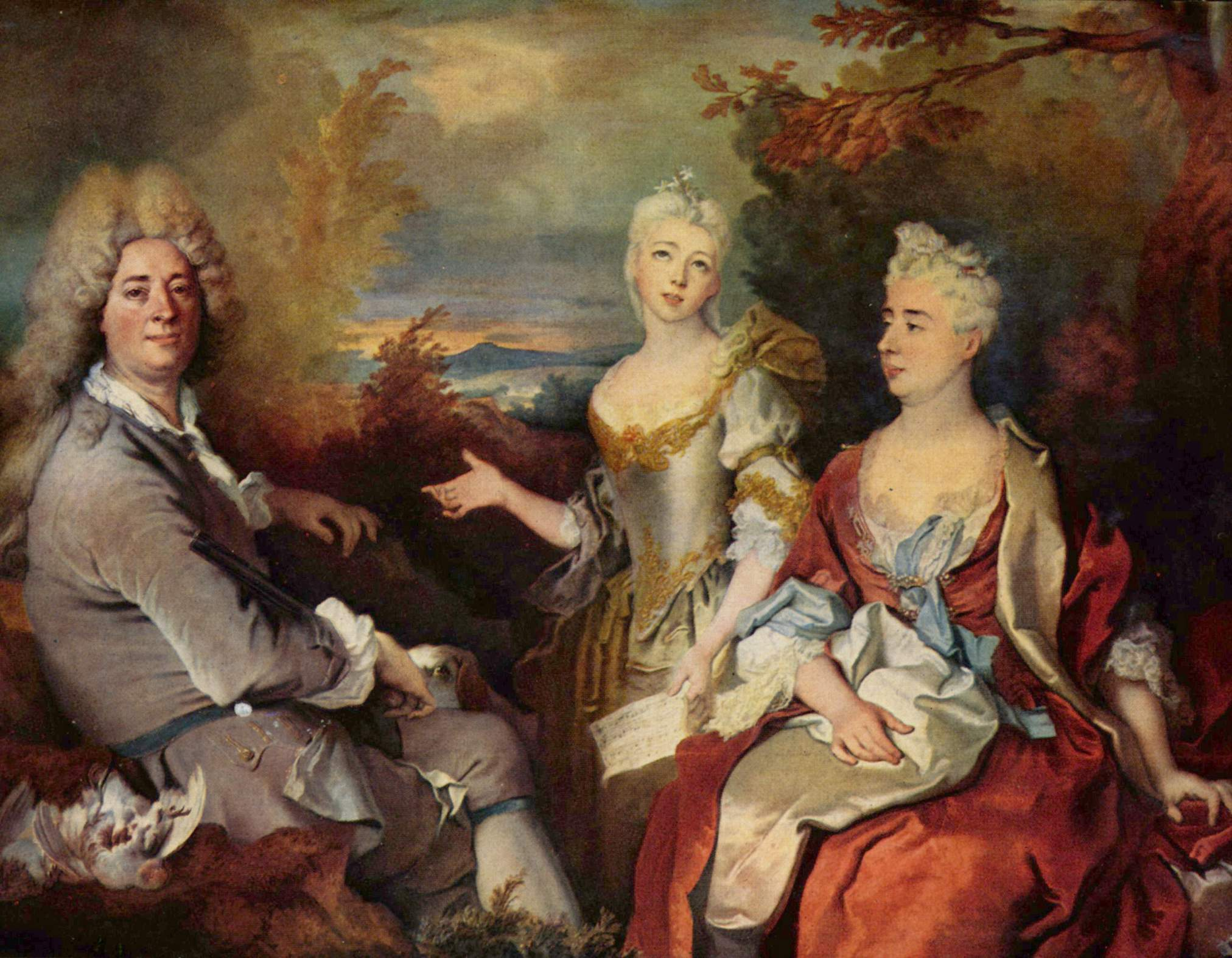
Nicolas de Largillierre, L'Artiste et sa famille

L'association des Arts (Kunstverein) de Brême, fondée en 1823, avec ses quelque 6 000 membres, est l'organisme gérant du musée. La collection put s'étendre progressivement grâce aux dons de plusieurs mécènes : de 1899 à 1906, sous la direction d'Eduard Gildemeister (de), le bâtiment fut considérablement agrandi.
Peu avant la fin de la Seconde Guerre mondiale, le vol de plusieurs aquarelles d'Albrecht Dürer est constaté.
L'ensemble de la Kunsthalle eut à subir un assainissement de 1996 à 1998, ce qui occasionna plusieurs fermetures mais permit également de construire de nouvelles salles pour les œuvres d'art contemporaines.
En 2017, l'éditeur Carl Schünemann a fait don au musée de 35 tableaux, dont 32 de peinture hollandaise du xviie siècle. C'est à ce jour le don le plus important reçu par la Kunsthalle au cours de son histoire.

## Actualité
L'institution, à l'heure actuelle[Quand ?], envisage d'étendre ses collections aux arts photographique, vidéo et informatique.
De grandes expositions consacrées à l'art du début du XXe siècle sont régulièrement organisées (van Gogh en 2002-2003, Monet en 2005-2006). L'année 2007 est consacrée à Paula Modersohn-Becker et à l'art à Paris. Une exposition en ligne « Paula Modersohn-Becker, between Worpswede and Paris (entre Worpeswede et Paris) » est mise en place .

## Conservateurs en chef
- Gustav Pauli (1899-1914)
- Emil Waldmann (1914-1945)
- Günter Busch (1945-1984)
- Siegfried Salzmann (1985 - 1993).
- Wulf Herzogenrath (depuis 1993).

## Collections
- Max Beckmann : Les Accusés (1916)
- Antonio Canova : Psyché
- Edvard Munch : L'Enfant et la Mort (1899)
- Masolino da Panicale : Madone de Brême (1423)
- Vincent van Gogh : Le Champ de coquelicots

### Peintures françaises
- Paul Cézanne
- André Derain : Le Don (1913)
- Martin Drölling
- Nicolas de Largillierre : L'Artiste et sa famille
- Claude Monet : 
  - La Femme à la robe verte (1866)
  - Barques
- Edouard Manet : Portrait du poète Zacharie Astruc (1866)
- Camille Pissarro : Le Repos, paysanne couchée dans l'herbe (1882)